# Švédská lípa
Švédská lípa je památný strom lípa malolistá (Tilia cordata) v zaniklém hornickém městě Přísečnice, ZSJ Kryštofových Hamrů v okrese Chomutov v Ústeckém kraji.
Strom roste v nadmořské výšce 750 m v Krušných horách při silnici z Přísečnice do Kovářské nad hladinou vodní nádrže Přísečnice u pomníčku švédských vojáků padlých v bitvě u Přísečnice během třicetileté války.

## Základní údaje
Obvod kmene měří 398 cm, koruna stromu dosahuje do výšky 17 metrů (měření 2009). V roce 2009 bylo stáří stromu odhadováno na 400 let.
Lípa je chráněna od roku 1976 jako historicky důležitý strom a krajinná dominanta.

## Stromy v okolí
- Jelení smrk
- Javor klen ve Vejprtech
- Javor v ulici Přemysla Oráče
- Jasan v Husově ulici